# Danie Craven
Daniël Hartman Craven (Lindley, 11 ottobre 1910 – Stellenbosch, 4 gennaio 1993) è stato un rugbista a 15, allenatore di rugby a 15 e dirigente sportivo sudafricano.
Giocatore di livello internazionale, fu anche allenatore del Sudafrica dal 1949 al 1956.

## Biografia
Nato a Lindley nella provincia di Free State, Craven ricevette il dottorato presso l'Università di Stellenbosch e cominciò a giocare nella Western Province. Il suo debutto internazionale con la nazionale sudafricana avvenne il 5 dicembre 1931 giocando come mediano di mischia contro il Galles a St Helens. Il suo ultimo incontro internazionale lo disputò indossando la fascia di capitano contro i British Lions il 10 settembre 1938 al Newlands Stadium di Città del Capo. Durante il periodo della seconda guerra mondiale si arruolò nell'esercito, ponendo di fatto fine alla propria carriera sportiva che lo portò ad essere uno dei migliori mediani di mischia degli anni trenta.
Craven fu anche un intellettuale, da cui il soprannome Doc Craven con il quale è anche noto. Oltre al rugby, svolse studi approfonditi che gli fruttarono tre dottorati (antropologia, psicologia, educazione fisica) e insegnò anche in un college a Grahamstown. Poco prima della guerra, studiò educazione fisica in Germania e viaggiò in tutta Europa, in particolare in Inghilterra, riflettendo sul suo sport in modo più cerebrale osservando gli atleti europei.
Nel 1937 ha partecipato alla serie contro gli All Blacks in Nuova Zelanda, vinta dal Sud Africa 2-1, dando un importante contributo alla vittoria
Nel 1949 venne nominato selezionatore della nazionale sudafricana, iniziando la sua carriera di allenatore con 10 vittorie di fila compresa una serie contro la Nuova Zelanda vinta 4-0 durante il tour degli All Blacks nel 1949 e il Grande Slam contro le nazionali impegnate nel Cinque Nazioni durante il tour nelle Isole britanniche e in Francia. Sotto la guida di Craven gli Springboks registrarono 17 vittorie su 23 test match disputati, con una striscia di imbattibilità durata dal 1949 al 1953.
Nel 1956 Danie Craven divenne presidente della South African Rugby Board (SARB), la federazione sudafricana di rugby union durante il periodo dell'apartheid, guidandola fino al 1992. Nel 1988, durante un periodo di intensa lotta all'apartheid che portò al boicottaggio del Sudafrica dalle manifestazioni sportive internazionali già nel 1977, Craven incontrò i capi dell'African National Congress in Zimbabwe per cercare di raggiungere un accordo volto a creare una nuova federazione di rugby che integrasse gli atleti di colore. Molti attivisti bianchi sudafricani attaccarono Craven per questo suo tentativo e anche l'allora presidente del Sudafrica P.W. Botha denunciò la mossa. Sebbene l'accordo non ebbe effetti immediati sull'isolamento sportivo, pose le basi per la nascita dell'unificata South African Rugby Football Union (SARFU) nel 1992, con lo stesso Craven che la presiedette fino alla sua morte avvenuta nel 1993 dopo avere servito lo sport come dirigente per 37 anni ininterrotti. Durante questo stesso arco di anni fu anche membro della International Rugby Board (IRB) ricoprendo la carica di presidente più volte, di cui la prima nel 1959.
Danie Craven è stato introdotto nella International Rugby Hall of Fame nel 1997 e nel 2007 è stato anche il primo sudafricano ad essere introdotto nella IRB Hall of Fame.
In suo onore gli sono stati intitolati lo stadio Danie Craven di Stellenbosch e un museo del rugby presso la stessa città.